# 科洛尼亞廣場體育會
科洛尼亞廣場體育會(西班牙語：Club Plaza Colonia de Deportes)，簡稱「科洛尼亞廣場」，是一家烏拉圭足球會，來自科洛尼亞德爾薩克拉門托市。成立於1917年4 月 22 日，參加烏拉圭足球甲級聯賽。

## 歷史
俱樂部於1917年4 月 22日由光明勳章的高級成員 Alberto Supicci 教授在科洛尼亚-德尔萨克拉门托市成立。最初，它被稱為Club Plaza de Deportes，因為它正式出現在其基金會章程中。
科洛尼亞廣場是科洛尼亞市最古老的俱樂部。學校除足球外，還開展五人制足球、游泳、籃球、排球、溜冰、舞蹈和拳擊等多項體育活動。從一開始，這些和其他運動，如田徑、棒球和橄欖球就得到了發展。